# Japanischer Schnurbaum
Der Japanische Schnurbaum (Styphnolobium japonicum), auch Honigbaum, Schnurbaum, Perlschnurbaum, Japanischer Perlschnurbaum, Japanischer Pagodenbaum, Rosenkranzbaum oder nach seinen säuerlich schmeckenden Früchten Sauerschotenbaum genannt, ist eine Pflanzenart in der Unterfamilie der Schmetterlingsblütler (Faboideae).

## Beschreibung

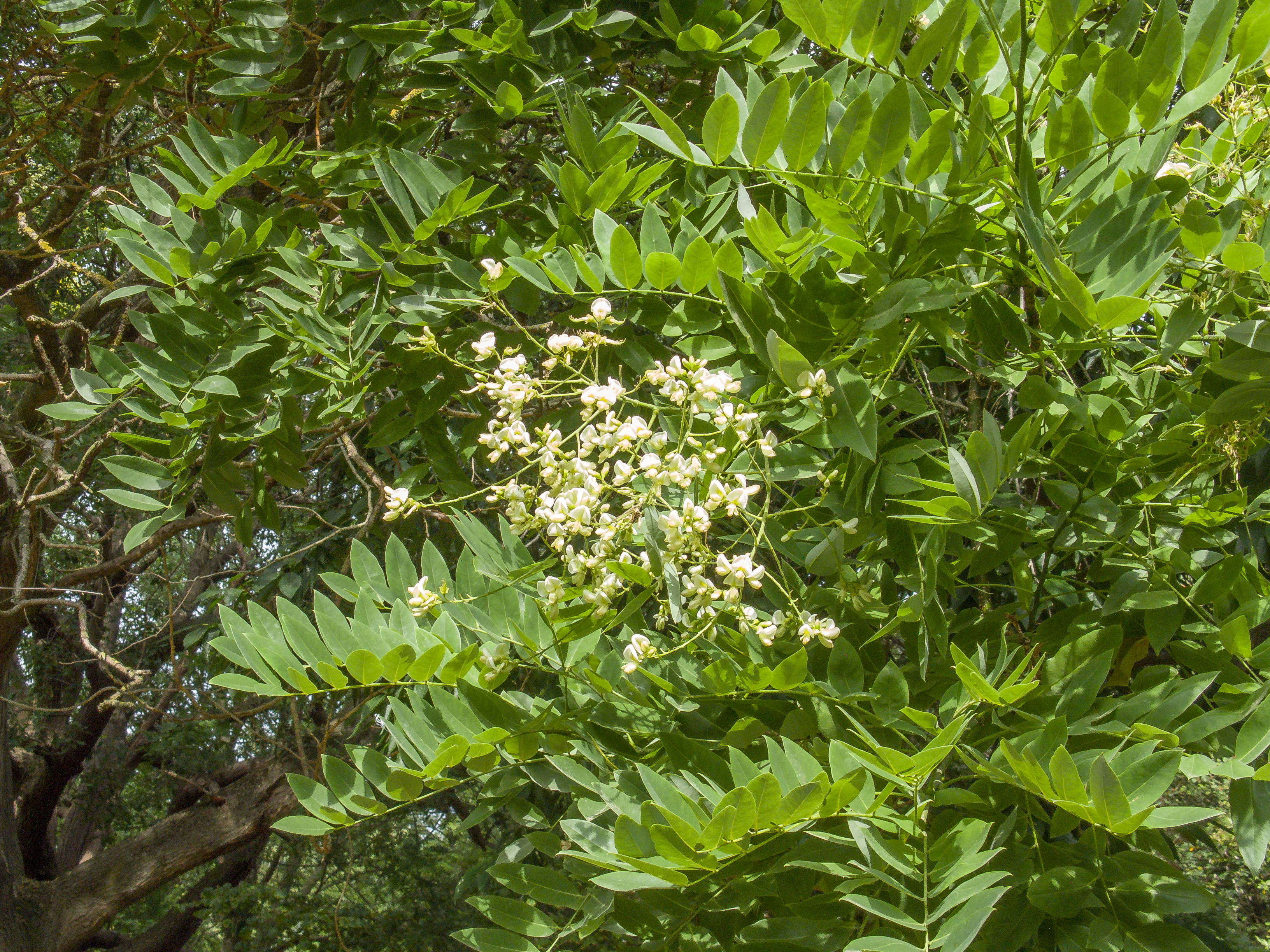
Japanischer Schnurbaum in Blüte

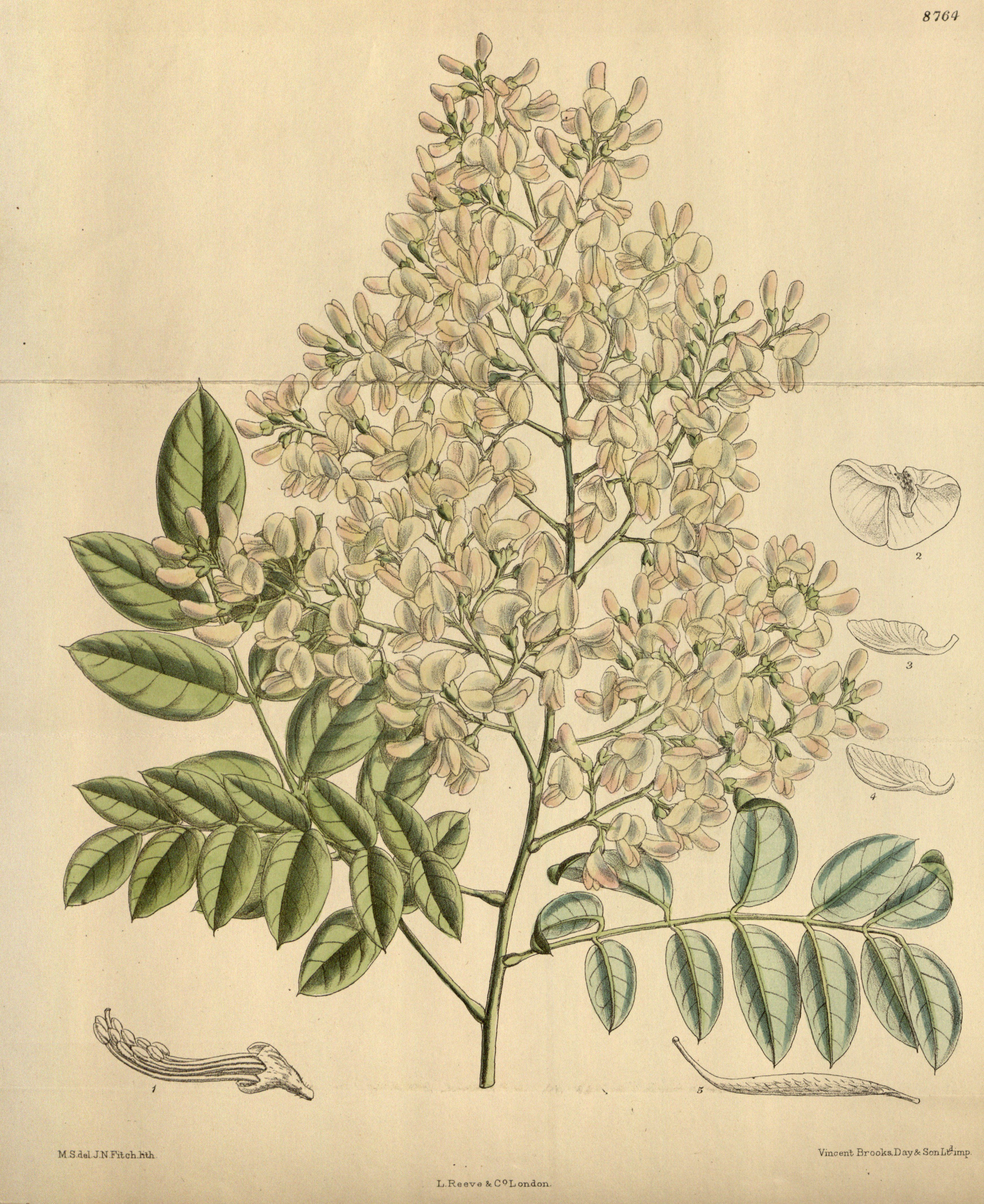
Illustration

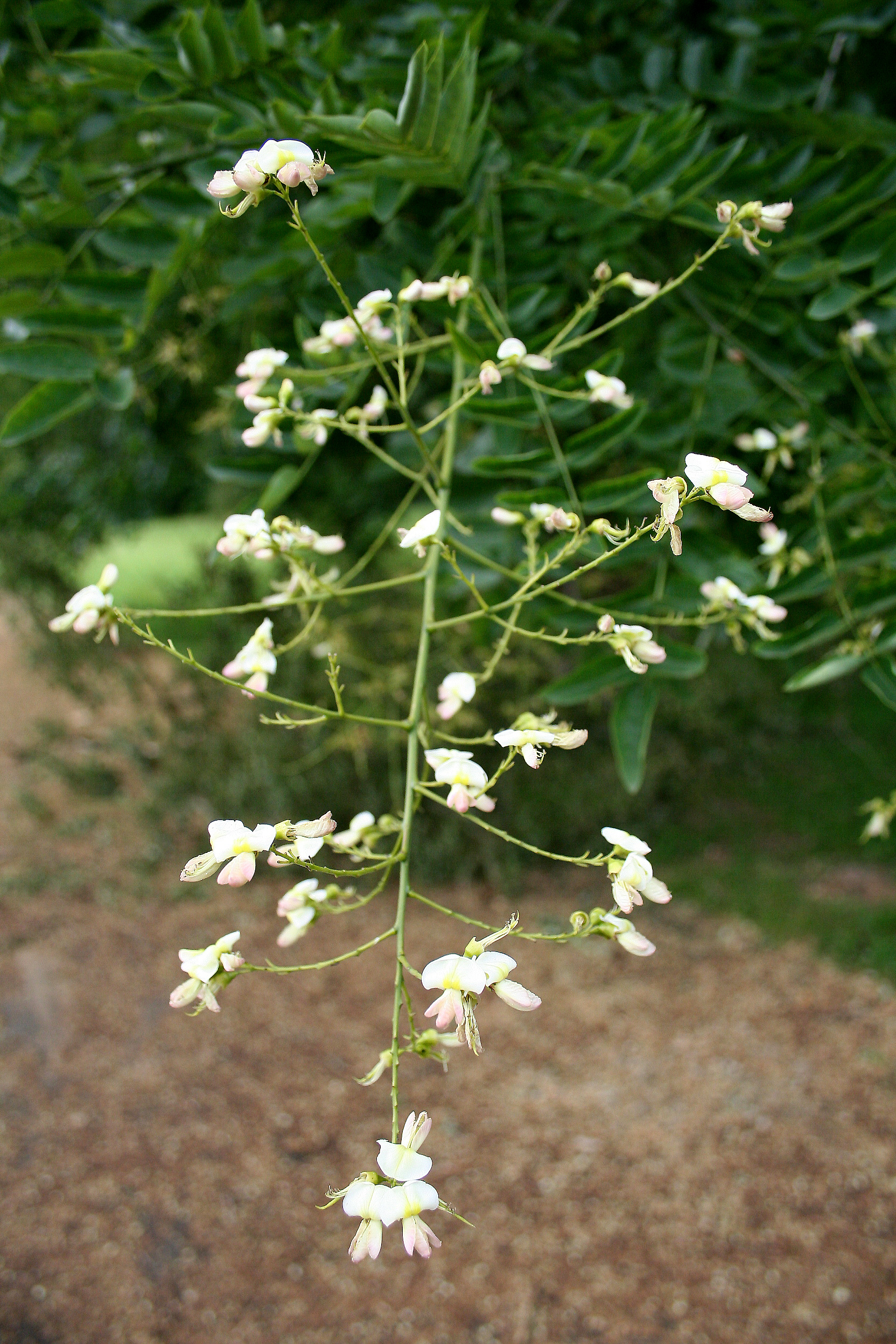
Blütenstand

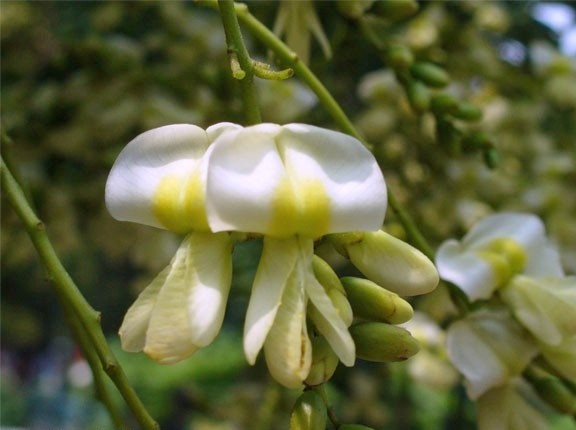
Zygomorphe Blüten

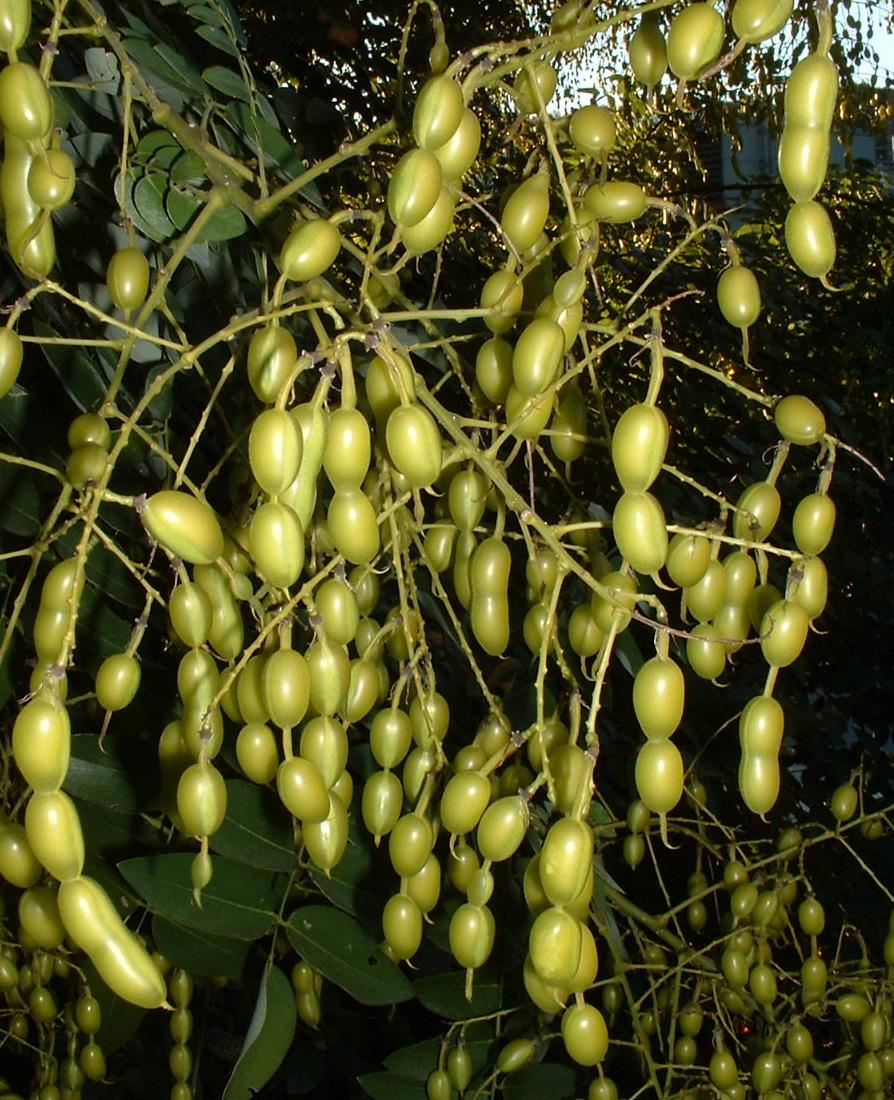
Früchte

### Erscheinungsbild und Blatt
Der Japanische Schnurbaum ist ein mittelgroßer, sommergrüner Baum, der Wuchshöhen von bis über 25 Metern erreicht. Der Stammdurchmesser erreicht bis über 1,5 Meter. Die Baumkrone ist breit und rund. Die Borke ist graubraun. Die Rinde der Zweige ist lange Zeit glänzend grün und mit hellen Korkwarzen (Lentizellen) bedeckt. Der Japanische Schnurbaum  kann mehr als 260 Jahre alt werden.
Die bis zu 25 Zentimeter langen Laubblätter sind unpaarig gefiedert, üblicherweise werden 7 bis 17 Blättchen gebildet. Die kurz gestielten, ganzrandigen Blättchen sind eiförmig bis lanzettlich, 2,5 bis 5 Zentimeter lang, spitz und stachelspitzig und mit spitzer bis abgerundeter Basis. Die Oberseite ist glänzend dunkelgrün, die Unterseite weiß-bläulich, glauk und dicht behaart. Die Blätter ähneln denen der Robinie, doch sind sie im Herbst leuchtend gelb gefärbt. Es sind abfallende Nebenblätter und winzige Nebenblättchen ausgebildet.

### Blütenstand und Blüte
Die Blütezeit reicht von August bis September. Es wird ein endständiger, lockerer, bis zu 30 Zentimeter langer, rispiger Blütenstand gebildet. Die zwittrigen Schmetterlingsblüten sind bei einer Länge von 1 bis 1,5 Zentimetern zygomorph und fünfzählig mit doppelter Blütenhülle. Die fünf Kronblätter sind creme-weiß.
Die 10 Staubblätter sind frei.

### Frucht und Samen
Die Früchte erscheinen von August bis Oktober. Die 4 bis 8 Zentimeter langen, kahlen und nicht öffnenden Hülsenfrüchte bzw. Gliederhülsen, enthalten ein bis sechs Samen, die durch Einschnürungen meist getrennt sind. Die Bruchfrüchte haben einen sauren Geschmack. Die Samen sind gelblich-grün und werden getrocknet schwarz-braun.

### Chromosomenzahl
Die Chromosomenzahl beträgt 2n = 28.

## Giftigkeit
Alle Pflanzenteile außer den Blüten (siehe Abschnitt „Verwendung“) werden als stark giftig bezeichnet; es werden Rinde und Samen, besonders aber die Fruchtschale erwähnt.
Hauptwirkstoffe sind in den Früchten 0,08 % Sophorabiosid, Rutin u. a., in unreifen Früchten 2 % Sophoricosid, in den Samen Cytisin, Toxalbumine und Sophoramin.
Vergiftungserscheinungen: Die Fruchtschale soll stark giftig sein. Eine subkutane Injektion des Extraktes wirkt tödlich auf Frosch, Eidechse und weiße Maus. Die Injektion ruft am Warmblüter eine kurzdauernde Blutzuckererhöhung und Glucosurie hervor, gefolgt von Dyspnoe und Verminderung der roten Blutkörperchen. Das Samenmehl soll, regelmäßig genossen, Gesichts-Ödeme und selbst den Tod verursachen.

## Vorkommen
Das natürliche Verbreitungsgebiet des Japanischen Schnurbaums reicht von Japan über Korea bis nach China. Er wird jedoch auch in anderen Gebieten kultiviert. Man findet ihn in Steppengehölzen und Trockenwäldern auf trockenen bis frischen, schwach sauren bis stark alkalischen, sandigen, sandig-kiesigen bis sandig-lehmigen, nährstoffreichen Böden. Er ist nässeempfindlich, wärmeliebend, meist frosthart und bevorzugt sonnige bis lichtschattige Standorte.

## Systematik
Der Japanische Schnurbaum (Styphnolobium japonicum) ist eine Art der Gattung Styphnolobium aus der Tribus Sophoreae in Unterfamilie der Schmetterlingsblütler (Faboideae) innerhalb der Familie der Hülsenfrüchtler (Fabaceae).
Die Erstveröffentlichung erfolgte 1767 unter dem Namen (Basionym) Sophora japonica durch Carl von Linné in Mantissa Plantarum, 1, S. 68. Die Neukombination zu Styphnolobium japonicum (L.) Schott wurde 1830 Heinrich Wilhelm Schott in Wiener Zeitschrift für Kunst, Literatur, Theater und Mode, Band 3, S. 844 veröffentlicht.
Weitere Synonyme für Styphnolobium japonicum (L.) Schott sind: Sophora griffithii subsp. korolkowii Yakovl., Anagyris chinensis Sprengel, Macrotropis foetida DC., Ormosia esquirolii H.Lév., Pongamia chinensis DC., Robinia mitis Lour. non L., Sophora angustifoliola Q.Q.Liu & H.Y.Ye, Sophora japonica f. columnaris Schwerin, Sophora japonica f. hybrida Carrière, Sophora japonica f. oligophylla Franchet, Sophora japonica f. pendula Loudon, Sophora japonica var. praecox Schwerin, Sophora japonica var. pubescens (Tausch) Bosse, Sophora japonica f. variegata Nichols., Sophora japonica var. vestita Rehder, Sophora japonica var. violacea Carrière, Sophora mairei H.Lév. non Pamp., Sophora pubescens Tausch, Sophora sinensis Forrest, Sophora vaniotii H.Lév.

## Verwendung
Der Japanische Schnurbaum wird aufgrund der dekorativen Blüten als Bienennährpflanze und in den gemäßigten Breiten in Parks und in Alleen als Zierpflanze kultiviert.
Die Blüten finden Anwendung in der chinesischen Küche und werden zusammen mit Eiern und Mehl als Omelette zubereitet. Gerichte und Tee aus frischen und getrockneten Blüten werden in der traditionellen chinesischen Medizin verwendet. Den Blüten werden blutdrucksenkende und entzündungshemmende Wirkungen nachgesagt.
Das mittelschwere Holz ist recht hart und beständig.